# Héctor Costa
Héctor José Costa Massironi, (nacido el 30 de julio de 1929 en Montevideo, Uruguay y fallecido el 23 de mayo de 2010) fue un jugador de baloncesto uruguayo. Tiene en su haber dos medallas de bronce olímpicas con Uruguay, en los Juegos Olímpicos de Helsinki 1952 y en los Juegos Olímpicos de Melbourne 1956. A nivel de clubes fue campeón sudamericano en 1956 y 1958 y campeón intercontinental en 1965 con Sporting Club Uruguay, decano del basketball uruguayo, actualmente denominado Defensor Sporting Club (baloncesto).